# Sturgeon (Misuri)
Sturgeon es una ciudad ubicada en el condado de Boone en el estado estadounidense de Misuri. En el Censo de 2010 tenía una población de 872 habitantes y una densidad poblacional de 431,64 personas por km².

## Historia
Sturgeon fue presentada en 1856. Fue nombrada debido a Isaac H. Sturgeon, superintendente del Ferrocarril del Norte de Misuri.

## Geografía
Sturgeon se encuentra ubicada en las coordenadas 39°14′4″N 92°16′57″O / 39.23444, -92.28250. Según la Oficina del Censo de los Estados Unidos, Sturgeon tiene una superficie total de 2.02 km², de la cual 2.02 km² corresponden a tierra firme y (0%) 0 km² es agua.

## Demografía
Según el censo de 2010, había 872 personas residiendo en Sturgeon. La densidad de población era de 431,64 hab./km². De los 872 habitantes, Sturgeon estaba compuesto por el 96.79% blancos, el 0.46% eran afroamericanos, el 0.69% eran amerindios, el 0.57% eran asiáticos, el 0% eran isleños del Pacífico, el 0.57% eran de otras razas y el 0.92% pertenecían a dos o más razas. Del total de la población el 1.03% eran hispanos o latinos de cualquier raza.

## Deportes
En 2010, el equipo de baloncesto de la escuela secundaria para varones ganó el campeonato del estado batiendo a Bernie 80 a 82 en  la final del campeonato. El equipo de béisbol ganó los campeonatos del estado en 1980 y 1982.